# 郇存正
郇存正（1519年—？），字子蒙，號育泉，山東青州府軍籍，明朝政治人物。

## 生平
治《诗经》，嘉靖四十年（1561年）辛酉科山東鄉試第七十一名舉人。隆庆元年（1567年）丁卯授湖广荆州府推官，四年庚午升山西太原府同知，致仕。

## 家族
曾祖郇增。祖郇鐸。父郇琇。母石氏。永感下。

## 引用
1. ↑  （明）张朝瑞. . 《续修四库全书》史部第828册.
2. ↑  鲁小俊，江俊伟著. . 武汉：武汉大学出版社. 2009. ISBN 978-7-307-07043-1.
3. ↑  《山東辛酉科同年齒録》
4. ↑  龚延明主编. . 宁波: 宁波出版社. 2016. ISBN 978-7-5526-2320-8. 《天一閣藏明代科舉錄選刊.鄉試錄》

- 《山东通志》